# Manuel Roxas

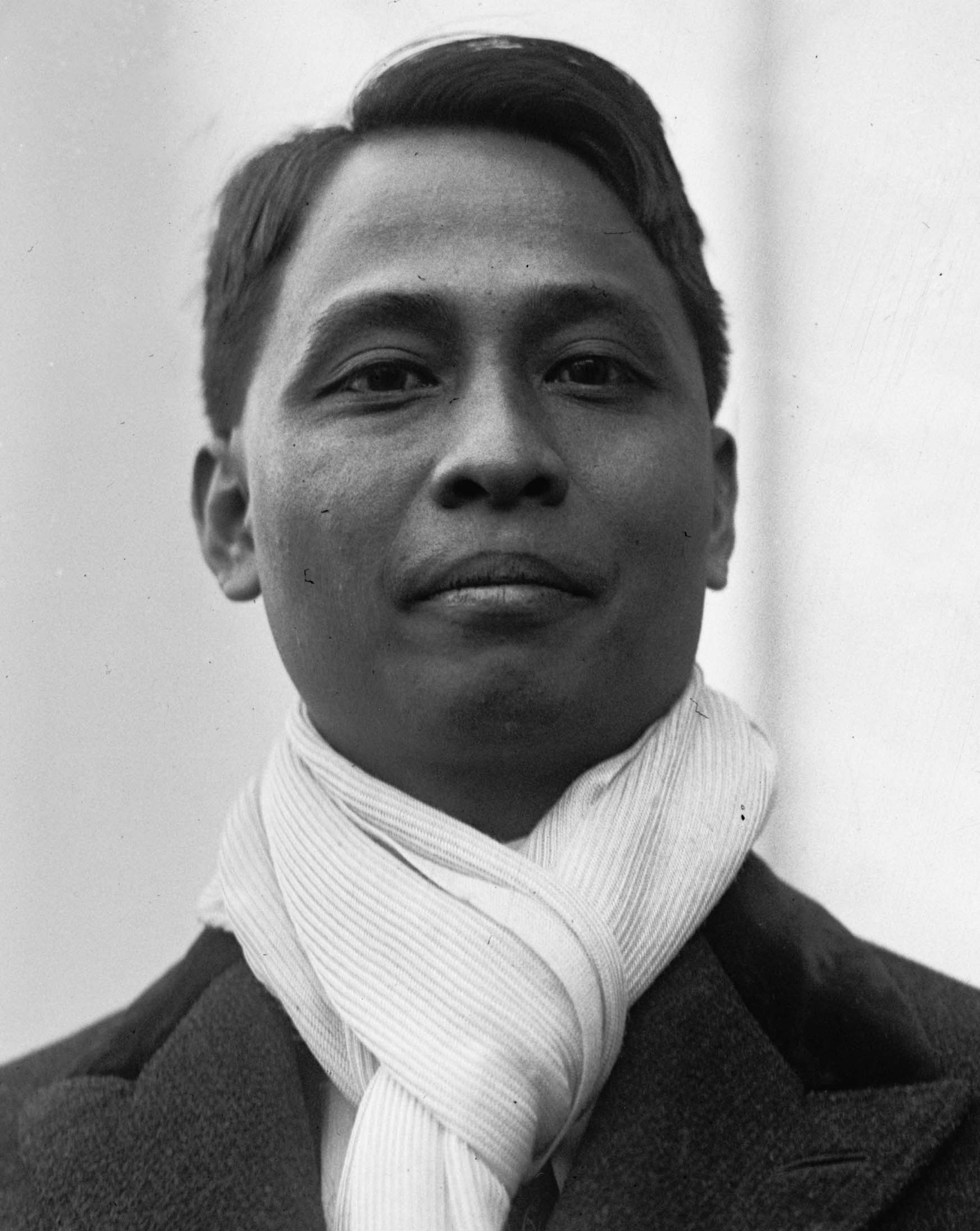
Manuel Roxas

Manuel Acuña Roxas (* 1. Januar 1892 in Capiz, Philippinen; † 15. April 1948 auf der Clark Air Base in Angeles City, Pampanga) war ein philippinischer Politiker und Präsident der Philippinen.

## Studium und erste berufliche Tätigkeiten
Roxas beendete sein Studium der Rechtswissenschaften an der University of the Philippines 1913 als Jahrgangsbester. Im Anschluss daran war er Privatsekretär des damaligen Präsidenten des Obersten Gerichts Cayetano Arrelano. Von 1915 bis 1916 war er schließlich selbst Professor der Rechtswissenschaften.

## Politische Laufbahn

### Gouverneur und Abgeordneter
1917 begann Manuel Roxas seine politische Laufbahn als Mitglied des Stadtrates seiner Geburtsstadt Capiz. Bereits zwei Jahre später wurde er Gouverneur der Provinz Capiz und behielt dieses Amt bis 1921.
1921 kandidierte er dann erfolgreich für das Repräsentantenhaus der Philippinen. Dort vertrat er von 1922 bis 1934 den ersten Wahlbezirk der Provinz Capiz. Von 1922 bis 1933 war er zugleich als Nachfolger von Sergio Osmeña Sprecher des Repräsentantenhauses. Zugleich wurde er Mitglied des Staatsrates.
Als der damalige US-amerikanische Generalgouverneur der Philippinen Leonard Wood den beiden Kammern des philippinischen Kongress, Senat und Repräsentantenhaus, 1924 Gesetze zur Beschlussfassung vorlegte, trat Roxas zusammen mit dem damaligen Präsidenten des Senats Manuel Quezon als Mitglied des Staatsrates zurück.

### Unabhängigkeitsverhandlungen 1933 bis 1934
Zusammen mit Osmeña reiste er 1933 und 1934 in die USA, um dort über die Unabhängigkeit der Philippinen von den USA zu verhandeln. Als Ergebnis dieser Verhandlungen wurde schließlich das Hare-Hawes-Cutting-Unabhängigkeitsgesetz von 1934 verabschiedet, das nach einer Übergangsphase von zehn Jahren als selbst verwaltetes Commonwealth der Philippinen die volle Unabhängigkeit vorsah. Allerdings widersprach Quezon der Meinung Roxas zu diesem Gesetz, was letztlich zur Auflösung der „Nacionalista Party“ führte.

### Zeit des Commonwealth und der japanischen Besatzung
Von 1935 bis 1938 war Roxas wiederum Mitglied der Philippinischen Gesetzgebenden Versammlung. 1938 berief ihn Präsident Quezon zum Finanzminister. Dieses Amt behielt er bis 1941. Anschließend war er Exekutivsekretär und als solcher für die Beziehungen zwischen Präsident Quezon und der USAAF verantwortlich.
Nach dem Beginn der japanischen Besetzung der Philippinen 1941 unterstützte er die pro-japanische Regierung des Präsidenten José P. Laurel, um Reislieferungen für die japanische Besatzungsmacht zu erhalten.
Nach dem Ende des Krieges wurde Roxas wegen Kollaboration und der Komplizenschaft mit der japanischen Regierung angeklagt. Die Anklage wurde jedoch nach seiner Verteidigung durch seinen Freund US-General Douglas MacArthur zurückgezogen.

## Präsident der Philippinen 1946 bis 1948

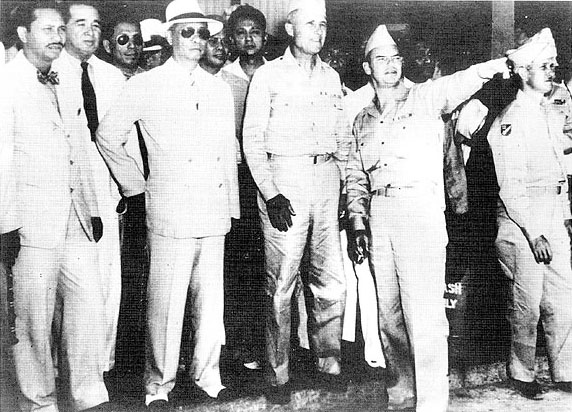
Manuel Roxas (3. von links) am 15. April 1948 beim Besuch einer Flugvorführung auf Clark Air Base, wenige Stunden, bevor er einem Herzanfall erlag.

Nach dem Ende des Krieges wurde Roxas zunächst Präsident des Senats.
Nach der Präsidentschaftswahl wurde er am 28. Mai 1946 zum letzten Präsidenten des Commonwealth vereidigt. Als die Philippinen am 4. Juli 1946 schließlich die volle Unabhängigkeit von den USA erhielten, wurde Manuel Roxas erster Präsident der Republik der Philippinen.
Während seiner Präsidentschaft setzte er sich für den Wiederaufbau und die Beseitigung der Kriegsschäden ein. Dafür erbat er insbesondere amerikanische Wirtschaftshilfe. Zugleich schloss er Verträge mit der einstigen amerikanischen Kolonialmacht über Handels- und Militärbeziehungen für einen Zeitraum von 99 Jahren. Ein Großteil der Filipinos war jedoch unzufrieden mit diesen langfristigen Vertragsschlüssen. Zudem sah sich Roxas zunehmend innenpolitischen Problemen wie Korruption und Vetternwirtschaft sowie einem Anstieg der kommunistischen Rebellenorganisation Hukbalahap ausgesetzt.
Nach knapp zweijähriger Präsidentschaft verstarb Präsident Roxas. Seine Heimatstadt Capiz wurde ihm zu Ehren später in Roxas City umbenannt.